# Chevrolet Series AD Universal

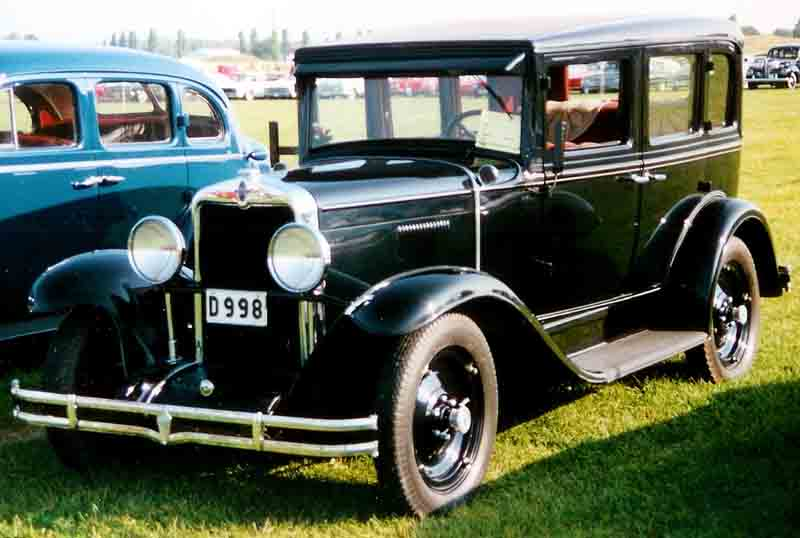
Une Chevrolet Universal AD de 1930 à quatre portes.

La Chevrolet Series AD Universal ou Chevrolet Universal AD est une voiture Chevrolet qui a commencé à être vendue en 1930. Disponible en huit types de carrosserie, y compris en tant que coupé 2 portes, berline 4 portes, roadster, etc. sans compter les utilitaires qui comprennent notamment le fourgon de livraison et le break Woody.

## Histoire
La Series AD a été lancée en remplacement des modèles Series CA de 1929. Les ventes ont chuté de plus de 200 000 à 640 980 véhicules pour l'année.
L'AD a conservé le nouveau moteur à six cylindres de 3,2 pouces (194 pouces cubes) de la Series AC, mais avec des soupapes d'admission et des soupapes d'échappement plus petites, ainsi qu'un nouveau collecteur, la puissance a augmenté de 46 ch (34 kW) à 50 ch (37 kW). La suspension comprenait maintenant des amortisseurs hydrauliques et la jauge de carburant a été déplacée du réservoir vers le tableau de bord.